# فرودگاه پوتو
فرودگاه پوتو (به انگلیسی: Pweto Airport) یک فرودگاه با کد یاتا PWO است . این فرودگاه در کشور جمهوری دموکراتیک کنگو قرار دارد .